# Schreibersita
La schreibersita (también conocida como Dyslytita y Rhabdita) es un mineral fosfuro de fórmula química (Fe,Ni)3P que se encuentra en los meteoritos metálicos. El color varía entre el bronce y el plata claro. Debe su nombre al científico austríaco Karl Franz Anton von Schreibers (1775-1852), que fue uno de los primeros que lo estudió.
Investigadores de la Universidad de Arizona sugieren que la schreibersita y otros compuestos con fósforo (P) presentes en los meteoritos pueden ser la fuente de este elemento en el planeta Tierra, esencial para el origen de la vida.

## Historia
La schreibersita fue descrita en 1847 en el meteorito de Magura, por Adolf Patera y Wilhelm Haidinger que le dio su nombre. Este mineral ya había sido identificado el año anterior por Charles Upham Shepard, que lo había separado por disolución en ácido de un trozo de meteorito llamado Asheville y lo nombró dyslytite (del griego, δυσλυθεί : no disuelto). Pero el primero en haberlo observado (en el meteorito Bohumilitz), y en haber estimado la composición química, fue en realidad Jöns Berzelius en 1832.
La schreibersita está presente en la mayoría de los meteoritos ferrosos y en el metal de los meteoritos mixtos (palasitas y mesosideritas). Se le encuentra en dos formas: de una parte, en tabletas macroscópicas (hasta 1 cm de ancho) en inclusión en la taenita pero en contacto con o cerca de una interfaz kamacite-taenita  (las schreibersitas en sentido estricto); y de otra parte, en cristales prismáticos automorfos más pequeños, dispersados en la kamacita (las rhabditas).